# Ornithognathus
Ornithognathus là một chi bọ cánh cứng trong họ Chrysomelidae.
Chi này được miêu tả khoa học năm 1858 bởi Thomson.

## Các loài
Các loài trong chi này gồm:
- Ornithognathus aeneipennis Laboissiere, 1924
- Ornithognathus caeruleipennis Laboissiere, 1924
- Ornithognathus fossicollis Laboissiere, 1924
- Ornithognathus generosus Thomson, 1858
- Ornithognathus rugosus Laboissiere, 1920
- Ornithognathus similis Laboissiere, 1924